# 後三年
hondeeeeen（後三年）は、日本の男性シンガーソングライターグループ。秋田県美郷町 (旧仙南村) で結成された。
所属レーベルは以下下レーベル。
家を支える稼ぎ頭とアーティストを両立しており、本業に支障を出さないようにするため、顔を一切公表していない。

## メンバー
- mabb
- SHOW-G
- TERU
- hey46
- TK
- KENKEN

## hondeeeeen(後三年)の由来
出身地の最寄駅である駅名から取った。メンバー同士の深夜までに及ぶ会合によりベロベロの状態で決定した。